# Circoscrizione Danimarca
La circoscrizione Danimarca è l'unica circoscrizione elettorale del Parlamento europeo in Danimarca. Non include i territori danesi delle Fær Øer e della Groenlandia.
Dal 2009 elegge 13 europarlamentari utilizzando il metodo D'Hondt con rappresentanza proporzionale.

## Territorio
La circoscrizione comprende l'intera Danimarca. Fino al 1985 era affiancata dalla circoscrizione Groenlandia, abolita in seguito alla secessione della nazione dalla Comunità economica europea.

## Risultati

### Elezioni del 1979
| Lista                            | Voti      | %      | Seggi |
| -------------------------------- | --------- | ------ | ----- |
| Socialdemocratici                | 382 487   | 21,80  | 3     |
| Movimento Popolare contro la CEE | 365 760   | 20,96  | 4     |
| Venstre                          | 252 767   | 14,48  | 3     |
| Partito Popolare Conservatore    | 245 309   | 14,06  | 2     |
| Democratici di Centro            | 107 790   | 6,18   | 1     |
| Partito del Progresso            | 100 702   | 5,77   | 1     |
| Partito Popolare Socialista      | 81 991    | 4,70   | 1     |
| Socialisti di Sinistra           | 60 964    | 3,49   | -     |
| Partito della Giustizia          | 59 379    | 3,40   | -     |
| Sinistra Radicale                | 56 944    | 3,26   | -     |
| Partito Popolare Cristiano       | 30 985    | 1,78   | -     |
| Totale                           | 1 745 078 | 100,00 | 15    |

### Elezioni del 1984
| Lista                            | Voti      | %      | Seggi | Differenza | Differenza | Differenza |
| Lista                            | Voti      | %      | Seggi | Voti       | %          | Seggi      |
| -------------------------------- | --------- | ------ | ----- | ---------- | ---------- | ---------- |
| Partito Popolare Conservatore    | 414 177   | 20,81  | 4     | 168 868    | 6,75       | 2          |
| Movimento Popolare contro la CEE | 413 808   | 20,79  | 4     | 48 048     | 0,17       | Stabile    |
| Socialdemocratici                | 387 098   | 19,45  | 3     | 4 611      | 2,35       | Stabile    |
| Venstre                          | 248 397   | 12,48  | 2     | 4 370      | 2          | 1          |
| Partito Popolare Socialista      | 183 580   | 9,22   | 1     | 101 589    | 4,52       | Stabile    |
| Democratici di Centro            | 131 984   | 6,63   | 1     | 24 194     | 0,45       | Stabile    |
| Partito del Progresso            | 68 747    | 3,45   | -     | 31 955     | 2,32       | 1          |
| Sinistra Radicale                | 62 560    | 3,14   | -     | 5 616      | 0,12       | Stabile    |
| Partito Popolare Cristiano       | 54 624    | 2,74   | -     | 23 639     | 0,96       | Stabile    |
| Socialisti di Sinistra           | 25 305    | 1,27   | -     | 35 659     | 2,22       | Stabile    |
| Totale                           | 1 990 280 | 100,00 | 15    |            |            |            |

### Elezioni del 1989
| Lista                            | Voti      | %      | Seggi | Differenza | Differenza | Differenza |
| Lista                            | Voti      | %      | Seggi | Voti       | %          | Seggi      |
| -------------------------------- | --------- | ------ | ----- | ---------- | ---------- | ---------- |
| Socialdemocratici                | 417 076   | 23,31  | 4     | 29 978     | 3,86       | 1          |
| Movimento Popolare contro la CEE | 338 953   | 18,94  | 4     | 74 855     | 1,85       | Stabile    |
| Venstre                          | 297 565   | 16,63  | 3     | 49 168     | 4,15       | 1          |
| Partito Popolare Conservatore    | 238 760   | 13,34  | 2     | 175 417    | 7,47       | 2          |
| Partito Popolare Socialista      | 162 902   | 9,10   | 1     | 20 678     | 0,12       | Stabile    |
| Democratici di Centro            | 142 190   | 7,95   | 2     | 10 206     | 1,32       | 1          |
| Partito del Progresso            | 93 985    | 5,25   | -     | 25 238     | 1,80       | Stabile    |
| Sinistra Radicale                | 50 196    | 2,81   | -     | 12 364     | 0,33       | Stabile    |
| Partito Popolare Cristiano       | 47 768    | 2,67   | -     | 6 856      | 0,07       | Stabile    |
| Totale                           | 1 789 395 | 100,00 | 16    |            |            |            |

### Elezioni del 1994
| Lista                          | Voti      | %      | Seggi | Differenza | Differenza | Differenza |
| Lista                          | Voti      | %      | Seggi | Voti       | %          | Seggi      |
| ------------------------------ | --------- | ------ | ----- | ---------- | ---------- | ---------- |
| Venstre                        | 394 362   | 18,96  | 4     | 96 797     | 2,33       | 1          |
| Partito Popolare Conservatore  | 368 890   | 17,74  | 3     | 130 130    | 4,40       | 1          |
| Socialdemocratici              | 329 202   | 15,83  | 3     | 87 874     | 7,48       | 1          |
| Movimento di Giugno            | 316 687   | 15,32  | 2     | -          | -          | -          |
| Movimento Popolare contro l'UE | 214 735   | 10,32  | 2     | 124 218    | 8,62       | 2          |
| Partito Popolare Socialista    | 178 543   | 8,58   | 1     | 15 641     | 0,52       | Stabile    |
| Sinistra Radicale              | 176 480   | 8,48   | 1     | 126 284    | 5,67       | 1          |
| Partito del Progresso          | 59 687    | 2,87   | 1     | 34 298     | 2,38       | 1          |
| Partito Popolare Cristiano     | 22 986    | 1,11   | -     | 24 782     | 1,56       | Stabile    |
| Democratici di Centro          | 18 365    | 0,88   | -     | 123 825    | 7,07       | 2          |
| Totale                         | 2 079 937 | 100,00 | 16    |            |            |            |

### Elezioni del 1999
| Lista                          | Voti      | %      | Seggi | Differenza | Differenza | Differenza |
| Lista                          | Voti      | %      | Seggi | Voti       | %          | Seggi      |
| ------------------------------ | --------- | ------ | ----- | ---------- | ---------- | ---------- |
| Venstre                        | 460 834   | 23,39  | 5     | 66 472     | 4,43       | 1          |
| Socialdemocratici              | 324 256   | 16,46  | 3     | 4 946      | 0,63       | Stabile    |
| Movimento di Giugno            | 317 508   | 16,11  | 3     | 821        | 0,79       | 1          |
| Sinistra Radicale              | 180 089   | 9,14   | 1     | 3 609      | 0,66       | Stabile    |
| Partito Popolare Conservatore  | 166 884   | 8,47   | 1     | 202 006    | 9,27       | 2          |
| Movimento Popolare contro l'UE | 143 709   | 7,29   | 1     | 71 026     | 3,03       | 1          |
| Partito Popolare Socialista    | 140 053   | 7,11   | 1     | 38 490     | 1,47       | Stabile    |
| Partito Popolare Danese        | 114 865   | 5,83   | 1     | -          | -          | -          |
| Democratici di Centro          | 68 717    | 3,49   | -     | 50 352     | 2,61       | Stabile    |
| Partito Popolare Cristiano     | 22 986    | 1,11   | -     | 16 142     | 1,88       | Stabile    |
| Partito del Progresso          | 14 233    | 0.72   | -     | 45 454     | 2,15       | 1          |
| Totale                         | 1 970 276 | 100,00 | 16    |            |            |            |

### Elezioni del 2004
| Lista                                                 | Voti      | %      | Seggi | Differenza | Differenza | Differenza |
| Lista                                                 | Voti      | %      | Seggi | Voti       | %          | Seggi      |
| ----------------------------------------------------- | --------- | ------ | ----- | ---------- | ---------- | ---------- |
| Socialdemocratici                                     | 618 412   | 32,65  | 5     | 294 156    | 16,19      | 2          |
| Venstre                                               | 366 735   | 19,36  | 3     | 94 009     | 4,03       | 2          |
| Partito Popolare Conservatore                         | 214 972   | 11,35  | 1     | 48 088     | 2,88       | Stabile    |
| Movimento di Giugno                                   | 171 927   | 9,08   | 1     | 145 581    | 7,03       | 2          |
| Partito Popolare Socialista                           | 150 766   | 7,96   | 1     | 10 713     | 0,85       | Stabile    |
| Partito Popolare Danese                               | 128 789   | 6,80   | 1     | 13 924     | 0,97       | Stabile    |
| Sinistra Radicale                                     | 120 473   | 6,36   | 1     | 59 616     | 2,78       | Stabile    |
| Movimento Popolare contro l'UE                        | 97 986    | 5,17   | 1     | 45 723     | 2,12       | Stabile    |
| Democratici Cristiani (ex Partito Popolare Cristiano) | 24 286    | 1,28   | -     | 1 300      | 0,17       | Stabile    |
| Totale                                                | 1 894 346 | 100,00 | 14    |            |            |            |

### Elezioni del 2009
| Lista                          | Voti      | %      | Seggi | Differenza | Differenza | Differenza |
| Lista                          | Voti      | %      | Seggi | Voti       | %          | Seggi      |
| ------------------------------ | --------- | ------ | ----- | ---------- | ---------- | ---------- |
| Socialdemocratici              | 503 439   | 21,49  | 4     | 114 973    | 11,16      | 1          |
| Venstre                        | 474 041   | 20,24  | 3     | 107 306    | 0,88       | Stabile    |
| Partito Popolare Socialista    | 371 603   | 15,87  | 2     | 220 837    | 7,91       | 1          |
| Partito Popolare Danese        | 357 942   | 15,28  | 2     | 229 153    | 8,48       | 1          |
| Partito Popolare Conservatore  | 297 199   | 12,69  | 1     | 82 227     | 1,34       | Stabile    |
| Movimento Popolare contro l'UE | 168 555   | 7,20   | 1     | 70 569     | 2,03       | Stabile    |
| Sinistra Radicale              | 100 094   | 4,27   | -     | 20 379     | 2,09       | 1          |
| Movimento di Giugno            | 55 459    | 2,37   | -     | 116 468    | 6,71       | 1          |
| Alleanza Liberale              | 13 796    | 0,56   | -     | -          | -          | -          |
| Totale                         | 2 342 128 | 100,00 | 13    |            |            |            |

### Elezioni del 2014
| Lista                          | Voti      | %      | Seggi | Differenza | Differenza | Differenza |
| Lista                          | Voti      | %      | Seggi | Voti       | %          | Seggi      |
| ------------------------------ | --------- | ------ | ----- | ---------- | ---------- | ---------- |
| Partito Popolare Danese        | 605 889   | 26,61  | 4     | 247 947    | 11,33      | 2          |
| Socialdemocratici              | 435 245   | 19,12  | 3     | 68 194     | 2,37       | 1          |
| Venstre                        | 379 840   | 16,68  | 2     | 94 201     | 3,56       | 1          |
| Partito Popolare Socialista    | 249 305   | 10,95  | 1     | 122 298    | 4,92       | 1          |
| Partito Popolare Conservatore  | 208 262   | 9,15   | 1     | 88 937     | 3,54       | Stabile    |
| Movimento Popolare contro l'UE | 183 724   | 8,07   | 1     | 15 169     | 0,87       | Stabile    |
| Sinistra Radicale              | 148 949   | 6,54   | 1     | 48 855     | 2,27       | 1          |
| Alleanza Liberale              | 65 480    | 2,88   | -     | 51 684     | 2,32       | Stabile    |
| Totale                         | 2 276 694 | 100,00 | 13    |            |            |            |

### Elezioni del 2019
| Lista                            | Voti      | %      | Seggi | Differenza | Differenza | Differenza |
| Lista                            | Voti      | %      | Seggi | Voti       | %          | Seggi      |
| -------------------------------- | --------- | ------ | ----- | ---------- | ---------- | ---------- |
| Venstre                          | 648 203   | 16,68  | 3     | 268 363    | 6,82       | 1          |
| Socialdemocratici                | 592 645   | 21,48  | 3     | 157 400    | 2,36       | Stabile    |
| Partito Popolare Socialista      | 364 895   | 13,23  | 2     | 115 590    | 2,28       | 1          |
| Partito Popolare Danese          | 296 978   | 10,76  | 1     | 308 911    | 15,85      | 3          |
| Sinistra Radicale                | 277 929   | 10,07  | 2     | 128 980    | 3,53       | 1          |
| Partito Popolare Conservatore    | 170 544   | 6,18   | 1     | 37 718     | 2,97       | Stabile    |
| Lista dell'Unità - I Rosso-Verdi | 151 903   | 5.51   | -     | -          | -          | -          |
| Movimento Popolare contro l'UE   | 102 101   | 3,70   | -     | 81 623     | 4,37       | 1          |
| L'Alternativa                    | 92 964    | 3,37   | -     | -          | -          | -          |
| Alleanza Liberale                | 60 693    | 2,20   | -     | 4 787      | 0,68       | Stabile    |
| Totale                           | 2 758 855 | 100,00 | 13    |            |            |            |